# Marco Quelca
Marco Antonio Quelca Huayta (Provincia de Pacajes, Bolivia; 21 de mayo de 1982) es un chef boliviano. 

## Biografía
Marco Antonio Quelca Huayta nació el 21 de mayo de 1982, último de 6 hermanos de familia originaria aimara de la provincia de Pacajes del departamento de La Paz, en Bolivia. Creció en el barrio periférico de Cotahuma de la zona oeste de la ciudad de La Paz, el año 2001 ingresa a la EHT (Escuela de Hotelería y Turismo de Bolivia) para cursar la carrera de Cocina Profesional y luego la de Gastronomía, al mismo tiempo que empieza su incursión en el ámbito laboral lavando platos en el Club Alemán.

### Primeros años
Antes de convertirse en chef, Quelca trabajó como lava autos y limpiador de oficinas, hasta que decidió estudiar gastronomía. Sin embargo, cursó paralelamente la carrera de Ciencias de la Educación, pues su familia temía que la profesión gastronómica no fuera suficiente. Luego de obtener su licenciatura, estudió la maestría en Cocina contemporánea en el Centro internacional de Estudios Turísticos de Canarias en España y, desde entonces, ha participado en numerosos concursos y encuentros de arte y cocina, tanto en Bolivia como a nivel internacional. 

### Carrera artística y culinaria
Antes de comenzar su carrera artística y culinaria en Bolivia, Quelca trabajó en restaurantes con estrellas Michelin en España. Sin embargo, al volver a su país natal, comenzó a dedicarse a la cocina de autor, la cual mezcla, en palabras del escritor boliviano Mario Murillo, la cocina fusión, la cocina experimental, la cocina molecular y el arte de contar historias. Con sus iniciativas Cascándole y Somos Calle, Quelca toma las calles de las ciudades bolivianas y lleva gratuitamente sus creaciones culinarias a personas que en circunstancias normales no podrían acceder a ellas. Asimismo, ofrece menús propios en instalaciones de barrios periféricos a quienes quieran experimentar la realidad nacional popular a través de la comida. Las ganancias de estos menús se utilizan en las intervenciones gratuitas.

### Obra y reconocimientos
En 2010 obtuvo el primer lugar del concurso nacional “GourmeValle 2010” en cocina creativa, organizado por la Asociación de Chefs de Bolivia ACB.
En 2014 la obra “Boceto” ganó la mención de honor en el Concurso Nacional de Arte Contemporáneo ExpresARTE Bolivia.
El 2015 publicó el libro Con Sabor Clandestino en el que relata la historia de creación de sus platillos.

## Acusaciones de violencia sexual
El 25 de agosto de 2022 en el marco del evento RAE, promovido por el MUSEF en La Paz, en la mesa de "Pasantías, violencia y machismo en alta cocina", se denunció a Quelca por violencia sexual. Ante tales hechos, la dirección del MUSEF canceló el acto en el que este participaría. Después de que se hiciera público este primer testimonio, se sumaron una decena más de mujeres a denunciar hechos que involucran al chef. Cuatro testimonios salieron a la luz, según los cuales Quelca drogaba a las mujeres para abusarlas sexualmente. El colectivo Ch'ixi tomó las denuncias y las canalizó, junto con otras organizaciones de defensa a la mujer, para proteger a las denunciantes. Quelca, por su parte, indicó que es inocente y que acudirá a la vía legal.